# San Felipe, Texas
San Felipe là một thị trấn thuộc quận Austin, tiểu bang Texas, Hoa Kỳ. Năm 2010, dân số của thị trấn này là 747 người.

## Dân số
- Dân số năm 2000: 868 người.
- Dân số năm 2010: 747 người.